# Octosporella radulae
Octosporella radulae är en svampart som beskrevs av Döbbeler & Menjívar 1992. Octosporella radulae ingår i släktet Octosporella och familjen Pyronemataceae.   Inga underarter finns listade i Catalogue of Life.